# Earl Bakken
Earl Bakken (Columbia Heights, 10 de janeiro de 1924 – Ilha Havai, 21 de outubro de 2018) foi um engenheiro e filantropo, conhecido por criar o primeiro marca-passo eletrônico autônomo e implantável em 1957. Foi um dos fundadores da empresa Medtronic.